# Bảo tàng Hengso
Bảo tàng Hengso là bảo tàng thuộc sở hữu của Đại học Keimyung nằm ở Daegu, Hàn Quốc.
Bảo tàng được mở vào tháng 5 năm 1978. Và tháng 5 năm 2004, nó được xây dựng lại như điểm khởi đầu mới. Bảo tàng không mở cửa chủ nhật hằng tuần.